# Portrait de Jan Six (tableau)
Pour l'estampe de Rembrandt du même nom, voir Portrait de Jan Six (estampe).
Le Portrait de Jan Six est une peinture à l'huile exécutée par Rembrandt en 1654.
Livrée directement à Jan Six par l'artiste, le tableau a été transmis de génération en génération et fait désormais partie de la collection Six, à Amsterdam.

## Description
Cornelis Hofstede de Groot a documenté ce tableau en 1915 : 

« 712. JAN SIX (1618-1700). Sm. 329  ; Bode 6 ; Dut. 228 ; Wb. 348 ; B.-HdG. 371. Plus que demi-longueur ; taille de la vie. Il est debout, vu de face, légèrement tourné vers la gauche, la tête légèrement penchée sur l'épaule droite, et il sort tout droit de la photo. Il est sur le point de sortir ; il a mis son grand chapeau de feutre noir sur ses longs cheveux blonds et roux, et avec la main droite qui tient un gant, il tire l'autre gant sur sa main gauche. Il porte un manteau gris clair avec des boutons jaunes ; sur l'épaule gauche est suspendue une courte cape rouge vive avec un col et des galons de dentelle dorée. Il a un col simple et des poignets plissés. Arrière-plan gris foncé. La lumière descend de la gauche, au-dessus de toute la figure. »

En 2003, Simon Schama détaille un tableau de grandeur nature mais d'une longueur de trois quarts, « créant une impression saisissante d'une présence vivante immédiate ». Contrairement à la distance que Rembrandt dispose habituellement entre un sujet aristocratique et le spectateur, Jan Six est lui si proche qu'on peut voir la petite fente dans son menton et la mesure soigneusement exposée de peau rose entre sa moustache et la lèvre supérieure. Les dimensions du tableau donnent un support de toile presque carré, où presque tout le tiers gauche est occupé par un fond très sombre, ce qui pousse davantage Jan Six dans la lumière. Rembrandt recherche des effets optiques de couleur très travaillés, similaires à ceux de La Ronde de nuit pour parvenir à faire en sorte que son sujet semble se déplacer dans l'espace, vers le spectateur, pour sortir des ténèbres vers la « lumière chaleureuse de la reconnaissance » : pour cela, la lumière se déplace du gris pigeon foncé de son manteau à travers l’ocre de ses gants de chamois et enfin vers l’éblouissant rouge écarlate de son manteau.
Schama explique que Rembrandt a cherché à porter l'attention du spectateur sur les mains du sujet : « la main nue de la salutation personnelle [...] et familiale et la main gantée des rituels sociaux. D'ailleurs, la jonction des mains ou des gants était un emblème banal de l'amitié et du dévouement mutuel, de sorte que Rembrandt faisait en effet de nouveau une allusion à l'amitié existant entre le peintre et le poète. » Il fait ainsi tous ces savants calculs pour faire ressortir une « élégante spontanéité », comme préconisé par Baldassare Castiglione dans son Livre du courtisan.
Hofstede de Groot a également mentionné ce tableau dans son introduction comme l'un des six plus beaux portraits réalisés par Rembrandt :

« Quand Rembrandt était devenu l'un des peintres les plus célèbres de son siècle — comme le disait Orlers dès 1641 —, les gens devaient le supplier qu'il les peignit, il pouvait imposer ses propres termes au lieu de les faire dicter par d'autres, il pouvait éclairer ses modèles de la manière qui lui semblait la plus belle, il pouvait les orner de la manière qu'il pensait, leur indiquer quelle était la meilleure pose à prendre et déterminer le degré de finition de l'exécution. Libéré de tout obstacle extérieur, il pouvait alors créer ; il ne cherchait plus à obtenir une image aussi exacte de son modèle. Ainsi sont apparus des chefs-d'œuvre tels que les portraits des couples mariés dans la collection du duc de Westminster (748 et 864) et au Metropolitan Museum de New York, anciennement dans la collection de B. Altman (755 et 869), le Nicolaes Bruyningh à Cassel (628), et surtout le Jan Six à Amsterdam (712), peut-être le plus beau et le plus expressif de tous. »

## Datation et devenir
Cornelis Hofstede de Groot affirme que l'on connaît la date de réalisation du tableau, 1654, grâce au couplet écrit par Jan Six lui-même :

« AonlDas qVI sVM tenerls VeneratVs ab annls 

TaLIs ego lanVs SIXIVs ou un tVLI.
La somme des capitales, M, D, L, X, V, I, donne la date de 1654. »

Il liste aussi les versions connues : 

« Gravé par JW Kaiser. Gravé par PJ Arendzen ; par W. Steelink à Van Someren, Oude Kunst in Nederland ; par Desboutin. Mentionné par Vosmaer (en), p. 273, 556 ; Bode, pages 532, 558 ; Dutuit, p. 54 ; Michel, pages 452, 565 [351-3, 440] ; Hofstede de Groot, Urkunden, no 151 ; Professeur Jan Six, Oud Holland, xi. (1893), p. 156 ; Moes, n ° 7228, 4. Exposé à Amsterdam, 1872 et 1900, n ° 127. »

Il termine en précisant que le tableau a été « peint pour le modèle et conservé depuis dans sa famille. Dans la collection de J. Six, Amsterdam. » L'œuvre est ainsi toujours conservée dans la Collection Six.

## Analyse technique
Simon Schama estime que le tableau a dû être peint rapidement : plein de maîtrise et de relâchement, le coup de pinceau donne l'impression d'une peinture déposée humide sur humide. Il fait la comparaison avec un autre tableau de Rembrandt : Femme se baignant dans un ruisseau, de la même année. Cependant, le tableau est « exceptionnellement subtil et l’étonnante variété de coups de pinceau, même dans les passages adjacents, témoignent de l’énorme soin que Rembrandt a porté à la conception du tableau. » Il cherche à marier ses calculs sur la lumière et un geste libéré ; Samuel van Hoogstraten note que les passages les plus proches du spectateurs sont ceux qui sont réalisés avec le plus de liberté dans le coup de pinceau.
Dans la composition, un élément est crucial : l'angle droit de la cape, répété dans le collier blanc, ancre la pose au milieu de tous les mouvements du pinceau. L'ombre sous le collier lui donne de la légèreté en le soulevant.
Tandis que Rembrandt peignait les cheveux « avec un soin presque pédant » dans ses compositions des années 1630, grattant les soies avec le dos du manche de sa brosse, il suggère dans cette œuvre la crinière rougeâtre de Jan Six avec un pinceau « nuageux, presque aéré, tamponné », excepté dans les mèches surplombant le col blanc, où il achève les cheveux de lignes verticales minutieusement hachées.